# Остриев
Остриев (укр. Остріїв) — село в Млиновской поселковой общине Дубенского района Ровненской области Украины.
Расположено на правом берегу реки Иквы (приток реки Стыр).
До 2020 года входило в Млиновский район.
Население по переписи 2001 года составляло 317 человек. Почтовый индекс — 35136. Телефонный код — 3659. Код КОАТУУ — 5623882303.